# Вулиця Братів Малакових
Ву́лиця Братів Малакових — вулиця в Шевченківському районі міста Києва, місцевість Сирець. Пролягає від вулиці Щусєва до вулиці Володимира Сальського.
Прилучається вулиця Юрія Глушка.

## Історія
Вулиця виникла в 50-ті роки XX століття під назвою Нова. З 1957 року мала назву на честь російського письменника Бориса Житкова.
2022 року перейменовано на честь видатних діячів культури художника Георгія Малакова та краєзнавця і історика Дмитра Малакова

## Установи та заклади
- Загальноосвітня школа № 28 (буд. № 7-Б)

## Зображення

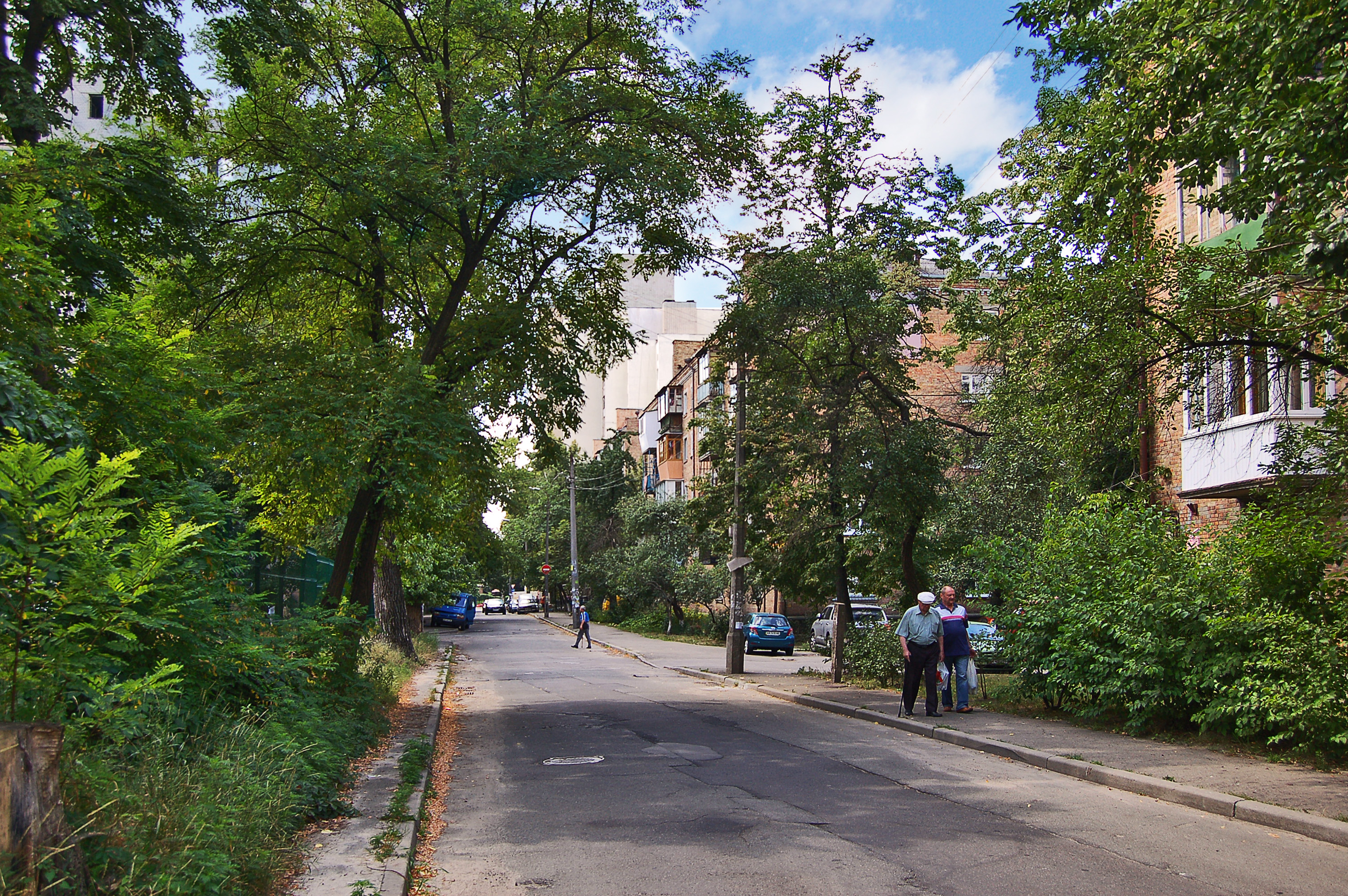
Поблизу перехрестя з вулицею Юрія Глушка
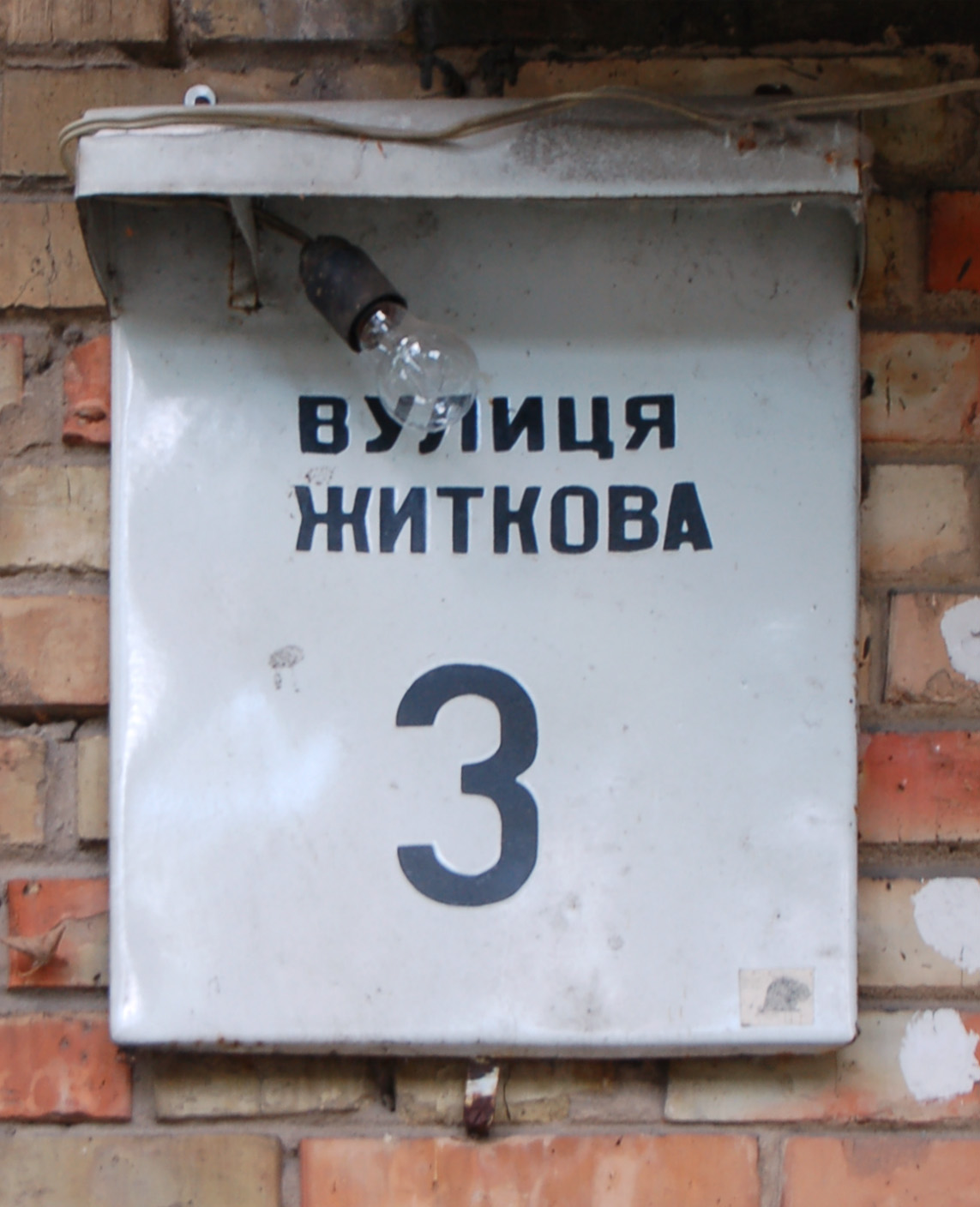
Адресна табличка із колишньою назвою